# Vent'anni
«Vent'anni» (en español: «Veinte años», estilizado en mayúsculas) es una power ballad y el séptimo sencillo de la banda italiana Måneskin, publicado el 30 de octubre de 2020 por Sony Music e incluido en su segundo álbum Teatro d'ira: Vol. I. Obtuvo doble certificación de platino por la FIMI.

## Antecedentes
La banda escribió la canción durante su estadía en Londres en la primavera de 2020, durante los confinamientos por la COVID-19. La letra fue escrita por el líder de la banda Damiano David. Está dedicada a su generación y a los que ya no lo son, con su alter ego maduro dando consejos que David «quería escuchar de alguien mayor ahora que tengo veinte años». Abordan las ansiedades y frustraciones de sentirse como si nadie, cometer errores, la incertidumbre del futuro, de no pensar en blanco y negro porque «serás alguien si sigues diferente de los demás». Desde un punto de vista musical es una power ballad melódica.

## Video musical
El videoclip de «Vent'anni», que contó con la dirección de Giulio Rosati, se estrenó el 6 de noviembre de 2020 a través del canal de YouTube de Måneskin.

## Listas
| Listas (2020–2021) | Mejor posición |
| ------------------ | -------------- |
| Grecia (IFPI)      | 14             |
| Italia (FIMI)      | 12             |
| Lituania (AGATA)   | 9              |
| Portugal (AFP)     | 112            |

## Certificaciones
| Región                                                              | Certificación | Ventas/unidades certificadas |
| ------------------------------------------------------------------- | ------------- | ---------------------------- |
| Italia (FIMI)                                                       | 2× Platino    | 140.000                      |
| xcifras no especificadas sobre base de la certificación por sí sola |               |                              |